# Joanna Pietrusiak
Joanna Pietrusiak (ur. 16 października 1973) – polska koszykarka, występująca na pozycji niskiej skrzydłowej, multimedalistka mistrzostw Polski.

## Osiągnięcia

### Drużynowe
- Mistrzyni Polski (1995)
- Wicemistrzyni Polski (1996)